# Британська Північна Америка
Британська Північна Америка (англ. British North America) — володіння Великої Британії в Північній Америці після того, як Сполучені Штати Америки здобули незалежність в 1783 році. В офіційних документах термін вживається з 1839 по 1982 роки.
До початку американської війни за незалежність (1775) в Північній Америці було двадцять різних британських колоній на північ від Мексики. Після того, як в результаті війни Тринадцять колоній здобули незалежність, а Східна та Західна Флорида були передані Іспанії, у Великої Британії залишилися:
- Провінція Квебек
- Нова Шотландія
- Острів Принца Едуарда
- Ньюфаундленд (домініон) (до 1907 — колонія)
- Земля Руперта

Акт про Британську Північну Америку 1867 року об'єднав провінції Канада, Нью-Брансвік і Нова Шотландія в Канадську конфедерацію (при цьому провінція Канада була розділена на провінції Онтаріо і Квебек). У 1870 році до Канади були приєднані Північно-західні території і Манітоба, в 1871 — Британська Колумбія, в 1873 — острів Принца Едуарда. Починаючи з 1871 року Британський Парламент приймав Акти про Британську Північну Америку, що стосуються юридичних питань, пов'язаних з Канадою.
Термін «Британська Північна Америка» вийшов з ужитку з 1982 року, коли замість чергового «Акту про Британську Північну Америку» був прийнятий Акт про Канаду.